# Ingenieurgeodäsie
Unter Ingenieurgeodäsie (auch: Ingenieurvermessung) versteht man jenen Teil der angewandten Geodäsie, der sich mit Vermessungsarbeiten in Zusammenhang mit der Planung, der Bauausführung (Absteckung) und der Überwachung von technischen Objekten (Maschinen- und Anlagenbau) und Bauwerken sowie der Überwachung natürlicher Objekte (wie instabile Rutschhänge und Setzungen) beschäftigt. Für solche Monitoring-Aufgaben werden spezielle Festpunktfelder (Überwachungsnetze) angelegt. Die Ingenieurgeodäsie steht in ihrem Tätigkeitsfeld daher stets in engem Kontakt zu Nachbardisziplinen wie Geologie oder Bau- und Maschinenwesen. Sie ist im Vergleich mit anderen Teilen der angewandten Geodäsie meist durch sehr hohe Genauigkeitsanforderungen charakterisiert und verwendet neben den konventionellen geodätischen Messsensoren auch andere Sensoren, wie z. B. Neigungssensoren.
Die Ingenieurgeodäsie ist abzugrenzen von der Katastervermessung, die in der Regel mit einer hoheitlichen Aufgabe verbunden ist, sowie von der Bauvermessung, die meist nur geringe Anforderungen an die Messgenauigkeit zu erfüllen hat.

## Anwendung und Aufgabenstellung
Nahezu alle Aufgaben der Ingenieurgeodäsie lassen sich auf die Bestimmung geometrischer Größen (Position, Form, Größe und Ausrichtung) bzw. deren zeitliche Veränderungen zurückführen. Dies wird in der Regel durch die Vermessung einzelner, aber auch flächenhaft verteilter, Messpunkte erreicht. Als wesentliche Teilaufgabe ist dabei auch immer die Modellierung der Messgrößen mit den Methoden der Ausgleichungsrechnung zu bewältigen.

### Beispiele aus dem Maschinen- und Anlagenbau
- Elektronensynchrotron, deren Betreiber (z. B. CERN und DESY) eigene, auch in der Forschung teilweise führende, geodätische Abteilungen betreiben.
- Steuerung von Industrierobotern in der Automobilindustrie
- Qualitätskontrolle, Oberflächenprüfung
- Flugzeugbau und Schiffbau

### Beispiele aus dem Bauwesen
Der Ingenieurgeodät wird bereits bei der Planung dieser Objekte herangezogen, um ein Grundlagennetz anzulegen, auf dessen Basis die anschließende Absteckung (d. h. die Übertragung des Plans als Vermessungspunkte in die Natur) sowie die baubegleitende und die abschließende Vermessung zur Qualitätskontrolle und Bauabnahme erfolgt. Bei Kunstbauwerken (z. B. Talsperren) und Brücken werden auch permanente oder periodische Überwachungsmessungen vorgenommen, so dass ein zweckgebundenes Deformationsmonitoring möglich wird.
- Ingenieurnavigation: Maschinensteuerung z. B. von (Tunnelbohrmaschinen, Gleitschalfertigern (Betonfertiger) und Straßenfertiger).

### Beispiele aus dem Geomonitoring
Bei instabilen Berghängen sind deren allfällige Bewegungen zum Schutz von Mensch und Natur messtechnisch zu überwachen. Je nach zu erwartenden Bewegungsraten erfolgen die Überwachungsmessungen zu mehreren Zeitpunkten in festen Zeitintervallen, sodass das Bewegungsverhalten zuverlässig rekonstruiert werden kann. Für das permanente Monitoring bieten sich, begünstigt durch die technische Weiterentwicklung der Sensoren und der Kommunikationstechnik, automatische Monitoringsysteme an.

## Sensorik
Das konventionelle Instrumentarium umfasst Nivelliergeräte für präzise Höhenbestimmungen- und -übertragungen, Theodolite, Tachymeter für gemeinsame Winkel- und Distanzmessungen und Robotertachymeter. Darüber hinaus ist die  geodätische Nutzung globaler Navigationssatellitensysteme gebräuchlich. Zunehmend gewinnt das terrestrische 3D-Laserscanning an Bedeutung. Weitere Messverfahren basieren auf der Laserinterferometrie, dem Lasertracking oder der Trägheitsnavigation. Geotechnische Sensoren runden das Spektrum für eine vollständige Präzisionsvermessung ab.

## Methodik
Ziel ist es, für die Objektgeometrie charakteristische bzw. wesentliche Punkte koordinatenmäßig zu erfassen. Um stabile Bereiche von denen der Objektbewegung trennen zu können, bedarf es eines übergeordneten geodätischen Netzes als Referenz für die Koordinatenbestimmung.